# Columna gris posterior
La columna gris posterior (asta posterior, asta dorsal, asta dorsal espinal, asta sensorial y Dorsal horn en inglés) de la médula espinal es una de las tres columnas grises de la médula espinal. Recibe varios tipos de información sensorial del cuerpo, como el tacto fino, la propiocepción y la vibración. Esta información se envía desde los receptores de la piel, los huesos y las articulaciones a través de neuronas sensoriales cuyos cuerpos celulares se encuentran en el ganglio de la raíz dorsal.

## Anatomía
La columna gris posterior se subdivide en seis capas denominadas láminas Rexed I-VI
- Núcleo marginal de la médula espinal (lámina I)
- Sustancia gelatinosa de Rolando (lámina II)
- Núcleo propio (láminas III, IV)
- Lámina espinal V, el cuello del asta posterior[2]
- Lámina espinal VI, la base del asta posterior.

Las otras cuatro láminas de Rexed se encuentran en las otras dos columnas grises de la médula espinal.

## Imágenes adicionales

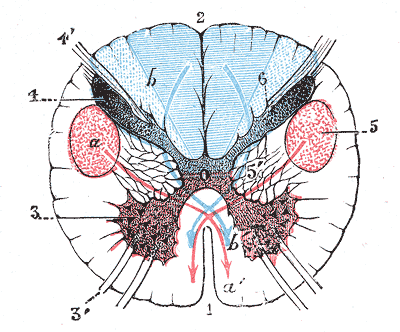
Sección del bulbo raquídeo a través de la parte inferior de la decusación de las pirámides